# Т-72Б3
Т-72Б3 — белорусский и российский основной боевой танк семейства Т-72. Модификация Т-72Б3 разработана в качестве массовой и экономичной альтернативы основному танку Т-90А до получения Вооружёнными силами Российской Федерации танков нового поколения, таких как Т-14. Представляет собой сравнительно простую и эффективную модернизацию танка Т-72Б, с доведением некоторых параметров до уровня Т-90А или превосходящих как в Т-72Б3 обр. 2016 и Т-72Б3 обр. 2022. В настоящее время происходит модернизация танков Т-72 до уровня Т-72Б3М. 

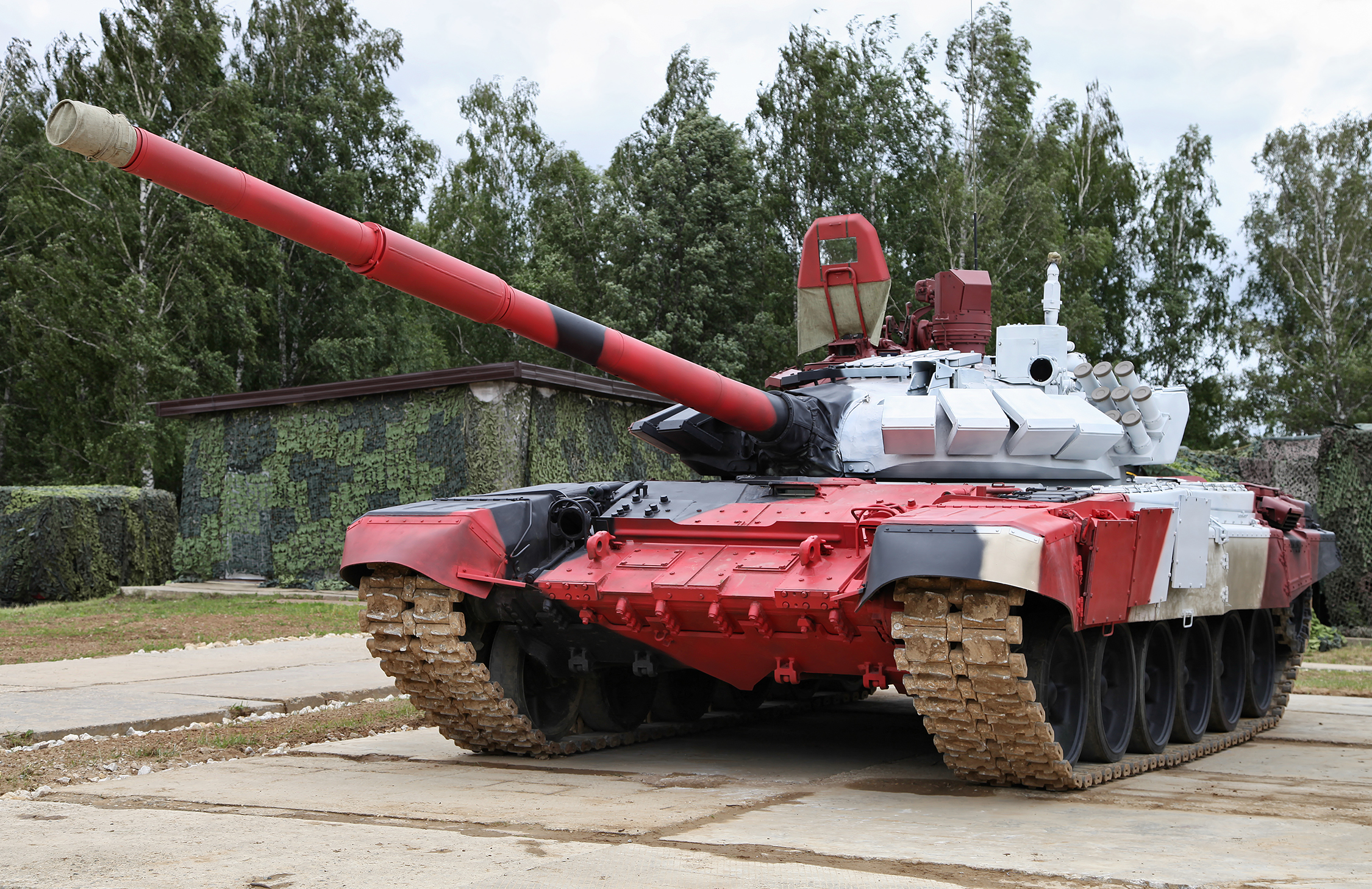
Т-72Б3 с двигателем В-92С2Ф и панорамным прицелом командира на Танковом биатлоне 2014 года

## Описание
Объём отделения управления — 2 м³, боевого отделения — 5,9 м³, моторно-трансмиссионного отделения — 3,1 м³; итого забронированный объём — 11 м³.
Модернизация Т-72Б до уровня Т-72Б3 стоит 52 млн рублей в ценах 2013 года, из которых 30 млн руб. уходит на капитальный ремонт танка, оставшаяся сумма тратится на приобретение новых приборов, выбранных заказчиком.

### Средства наблюдения и связи

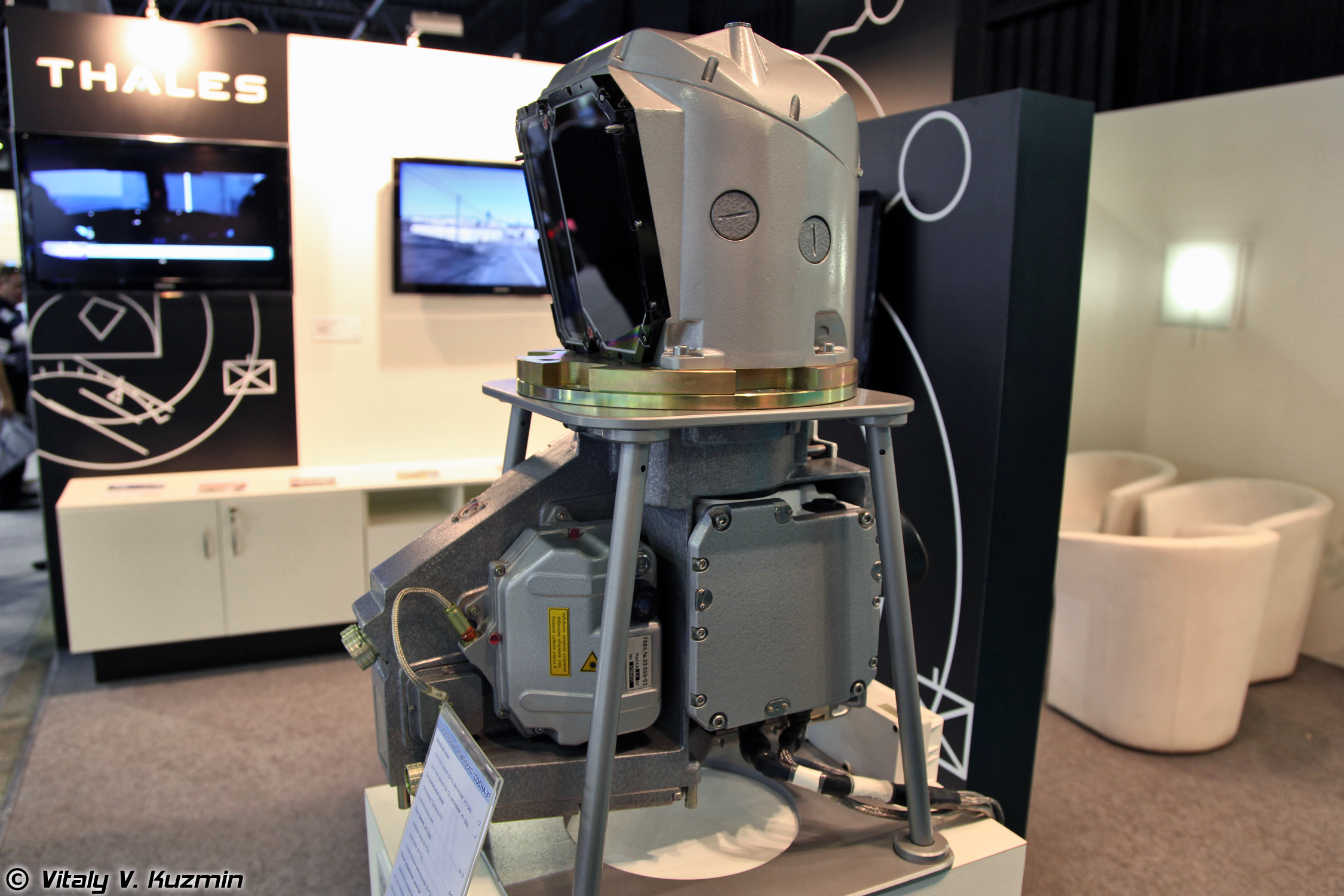
Прицел «Сосна-У»

На танк установлен многоканальный прицел ПНМ «Сосна-У», разработанный белорусским предприятием ОАО «Пеленг» и выпускающийся вологодским АО «ВОМЗ», в состав которого входит автомат сопровождения цели (АСЦ) и тепловизионный канал с камерой Thales Catherine FC. В СУО оставлен прицел ТПД-К1 комплекса 1А40 с танка Т-72Б. Прицел командира танка — ТКН-3МК, представляющий собой модернизацию советского прицела ТКН-3 с системой «Дубль» и ЭОП 2-го поколения. Механик водитель получил ночной бинокулярный прибор наблюдения ТВН-5.
Система связи состоит из радиостанции УКВ диапазона Р-168-25У-2 «Акведук». В её состав включены 2 приёмопередатчика. Обеспечивает открытую, маскированную или засекреченную радиосвязь. Производится Рязанским радиозаводом с 2005 года.

### Ходовая и двигатель
Гусеничные траки, традиционные для семейства Т-72, заменены на новые с параллельным шарниром для улучшения эксплуатационных характеристик и увеличения ресурса. В танк устанавливаются прошедшие капитальный ремонт четырёхтактные V-образные 12-цилиндровые многотопливные дизельные двигатели с жидкостным охлаждением В-84-1 мощностью 840 л. с., обеспечивающие удельную мощность в 18,88 л. с./т.
В 2017 году на модернизированные Научно-производственной корпорацией «Уралвагонзавод» танки Т-72Б3 начали устанавливать двигатель В-92С2Ф в паре с автоматизированной коробкой переключения передач.

### Вооружение
Орудие представляет собой 125-мм гладкоствольную пушку 2А46М-5 с улучшенной баллистикой и ресурсом. Благодаря модернизации АЗ, появилась возможность использовать новые «удлинённые» бронебойные подкалиберные снаряды типа «Свинец-1/2». Установлен метеодатчик и современный баллистический вычислитель, усовершенствован стабилизатор вооружения, введён автомат сопровождения цели (АСЦ), вследствие чего точность ведения огня значительно выросла по сравнению с базовой моделью. Зенитная пулемётная установка открытого типа осталась без изменений.

## Модернизация 2016 года
По данным заказа № 31603190542 Уралвагонзавода в реестре закупок, Омсктрансмаш должен выполнить модернизацию Т-72Б до уровня Т-72Б3. По условиям соглашения, завершение модернизации запланировано до конца 2016 года. Цена ремонта — 2,525 миллиарда рублей (78,9 млн за танк). Модернизация танка включает установку:
- прицелов «Сосна-У» и 1А40-4;
- автомата сопровождения целей;
- радиостанции Р-168-25У-2 и комплекса программно-аппаратного АВСКУ;
- пушки типа 2А46М-5-01;
- зенитного пулемёта 6П50 «Корд»;
- двигателя В-92С2Ф (1130 л. с.) с системами, обеспечивающими его работу;
- дисплейного комплекса механика-водителя и телевизионной камеры заднего обзора;
- гусеничных лент с косыми грунтозацепами и ведущих колёс с улучшенной очищаемостью;
- бортовых экранов корпуса с интегрированными модулями динамической защиты типа «Реликт» и решётчатых экранов проекции МТО корпуса;

Комплектование одиночного ЗИП танка комплекта:
- дополнительных модулей динамической защиты в «мягком» корпусе, повышающих стойкость бортовой проекции корпуса к противотанковым кумулятивным средствам, с возможностью их снаряжения и навески в условиях эксплуатации;
- модулей динамической защиты и решётчатых экранов башни, повышающих её стойкость к противотанковым кумулятивным средствам и устанавливаемых вместо ящиков ЗИП башни в зависимости от характера поставленной задачи.

Также:
- доработку АЗ, обеспечивающего использование с изделиями С-1 и С-2;
- доработку танков в части обеспечения противоминной стойкости, на которых указанное мероприятие не выполнено;
- изменения конструкции танков с учётом модификации изделий и годов их выпуска, не оговорённых в контракте, не допускаются, за исключением случаев прекращения производства и невозможности восстановления штатных комплектующих изделий.

В 2019 году специалисты «Уралвагонзавода» провели модернизацию танков Т-72Б3: снятые французские тепловизоры были заменены на российские образцы.

## Операторы
- Россия:

- Сухопутные войска — 470 единиц Т-72Б3/Б3M по состоянию на 2025 год.
- Воздушно-десантные войска — 50 единиц Т-72Б3/Т-72Б3М по состоянию на 2024 год.
- Береговые войска ВМФ — 100 единиц Т-72Б3/Т-72Б3М по состоянию на 2024 год.

- Беларусь: с июня 2017 года — 20 единиц Т-72Б3 обр. 2016, по состоянию на 2021 год[20][21].
- Украина: некоторое количество из числа захваченных в ходе вторжения России на Украину[22].

### Бывшие операторы
- Баасистская Сирия: некоторое количество, по состоянию на 2017 год[23].

## Боевое применение
- Т-72Б3 использовался в войне на Донбассе на стороне сепаратистов[24][25][26][27][28]. Наличие танков Т-72Б3 у сепаратистов журналистами и военными экспертами рассматривалось как одно из доказательств участия России в войне на Донбассе[29][30].
- Весной 2017 года появились свидетельства использования Т-72Б3 Сирийской арабской армией[23].
- Летом 2018 года замечены в боевых порядках сирийской армии в районе Голанских высот, граничащем с Израилем[31].
- Используется в ходе вторжения России на Украину, включая модификацию Т-72Б3М. 
Зафиксированы большие потери[32] данных танков, в том числе разрушение машин с отрывом башни вследствие детонации боекомплекта[33][34][35]. Кроме того, отмечается захват брошенных танков украинской стороной[32], на 2 апреля подтверждено, что украинские силы захватили не менее 102-х единиц российских Т-72, в основном это Т-72Б3 и Т-72Б[36], на 18 июля 2022 года Россия потеряла 237 танков Т-72Б3[37], часть Т-72Б3 были брошены и захвачены украинской стороной в ходе контрнаступления[22]. Также отмечены потери Т-72Б3 образца 2014 года для танкового биатлона, две единицы были уничтожены, а ещё один захвачен украинской армией[38][39]. По оценке международного института стратегических исследований, за год вторжения Россия потеряла около половины довоенного парка Т-72Б3 и Т-72Б3М[40].
В конце апреля 2024 года бригада «Азов» смогла захватить и поставить на вооружение особый «противодроновый» Т-72Б3М (обр. 2022), на который было установлено большое количество устройств РЭБ[41].

## Оценка проекта
Т-72Б3 обр. 2011 года:

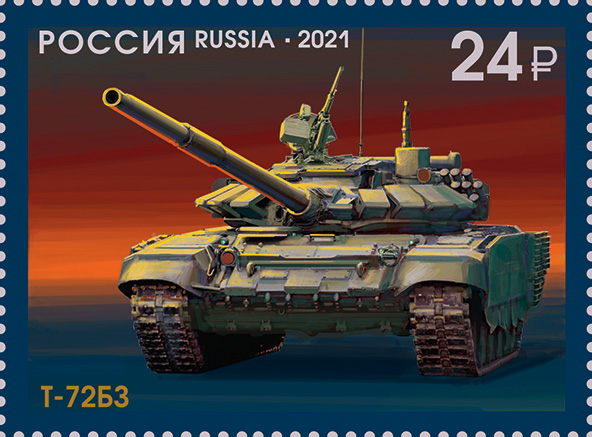
Почтовая марка 2021 год. Серия «История отечественного танкостроения». Т-72БЗ

В совокупности, из новшеств присутствует только прицел Сосна-У и современные цифровые системы связи, а также модернизированный под новые снаряды автомат заряжания (АЗ) и модернизированная пушка 2А46М-5, новый ЦБВ с датчиком погоды, всё остальное — от базовой модели 30-летней давности.
Нет приёмников ГЛОНАСС для определения экипажем местоположения танка.
Вместо новых двигателей В-92С2 (1000 л. с.), стоят моторы В-84-1 мощностью 840 л. с. после капитального ремонта. По информации ГАБТУ, установка старых двигателей в танки  — следствие позднего заключения контракта с «Уралвагонзаводом».
Вместо современной динамической защиты «Реликт» стоит старый «Контакт-5».
Танк Т-72М1, предназначенный для Алжира по той же цене, оснащён гораздо лучше. В российском варианте модернизации электроника сильно отстаёт от современных танков.
Т-72Б3 обр. 2016 года:

#### Общие оценки
Т-72Б3, как и все модификации Т-72, имеет уязвимость: боезапас хранится в автомате заряжания карусельного типа, который находится почти вплотную к экипажу, эти снаряды подвержены детонации при пробитии корпуса танка, что часто приводит к разрушению или отрыву башни и гибели экипажа, разрывая танк изнутри.

## Модификации
- Т-72Б3 обр. 2011 (2011 г.) — первые Т-72Б3 появились в 2011 году и представляли собой отремонтированные и немного доработанные Т-72БМ, они же Т-72Б1 образца 1989 года. Главным отличием от последнего стала СУО Сосна-У от дружественной Беларуси. В остальном, машина почти не отличалась от Т-72Б советской доработки и даже силовой агрегат тогда не меняли.
- Т-72Б3 обр. 2014 (2014 г.) — модернизированная версия Т-72Б3 для танкового биатлона. От базовой версии отличается наличием панорамного тепловизионного прибора командира, двигателем мощностью 1130 л. с., автоматом переключения передач и системой управления движения с речевым информатором критических режимов работы узлов[43].

- Т-72Б3 обр. 2016 (2016 г.) — версия с динамической защитой «Контакт-5» с элементами ЭДЗ 4С23 и бортовой НДЗ на башне с ЭДЗ 4С24[44], пушкой 2А46М-5-01, двигателем В-92С2Ф, автоматизированной коробкой передач, цифровым дисплеем и телевизионной камерой заднего обзора[15][45][46][47][48]. Впервые была представлена общественности во время военного парада на Красной площади 9 мая 2017 года.
- Т-72Б3 обр. 2022 (2022 г.) — версия с прицелом наводчика 1ПН-96МТ-02 и ИК-камерой меньшего разрешения. Помимо ДЗ «Контакт-5» на танк дополнительно установлена Контакт-1. На бортах и башне убраны противокумулятивные решетки, вместо них установлены блоки ДЗ. Так же имеется дополнительная защита двигателя.[49]

## Галерея

Модификации Т-72Б3
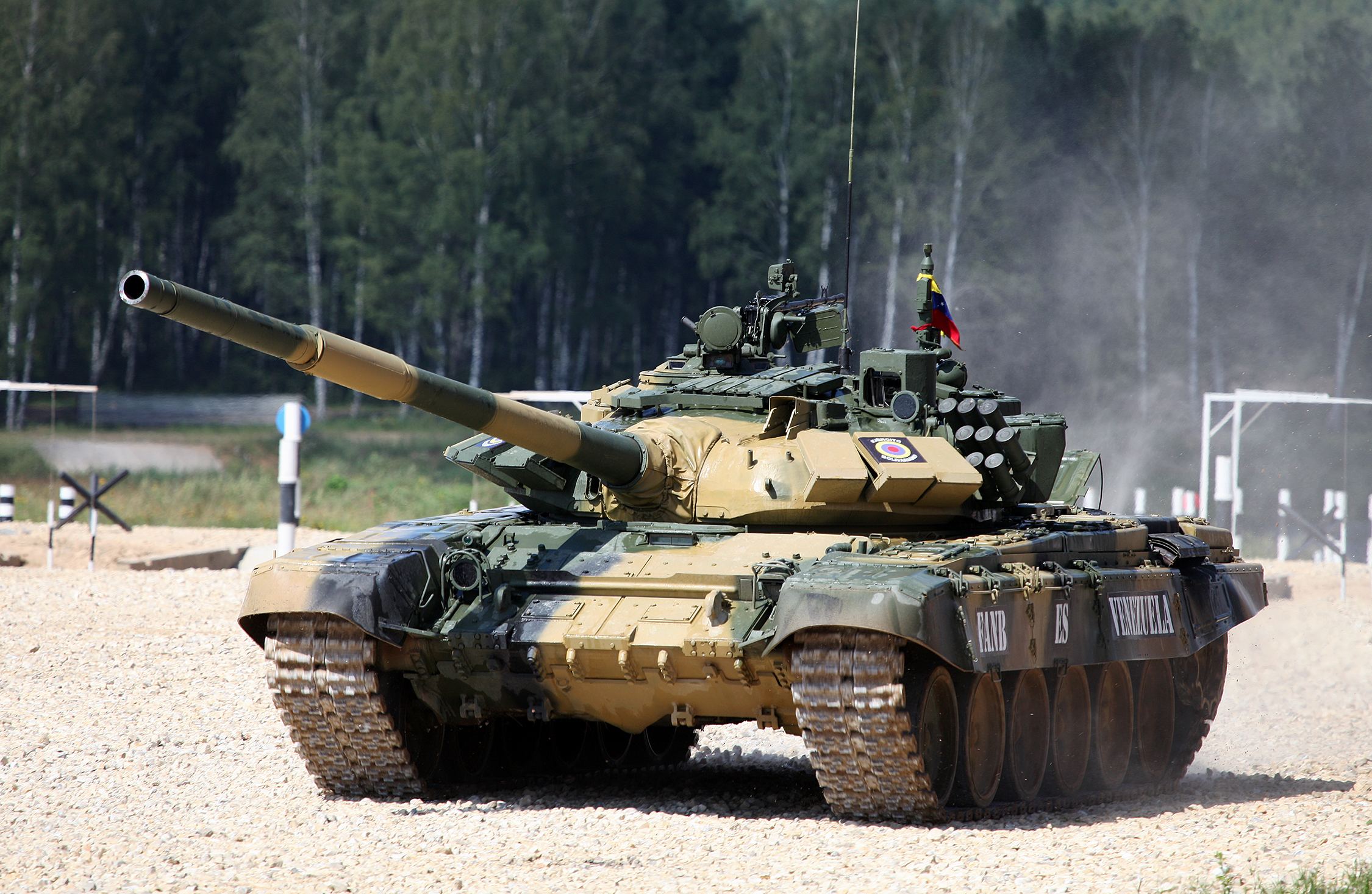
Т-72Б3 образца 2011 года
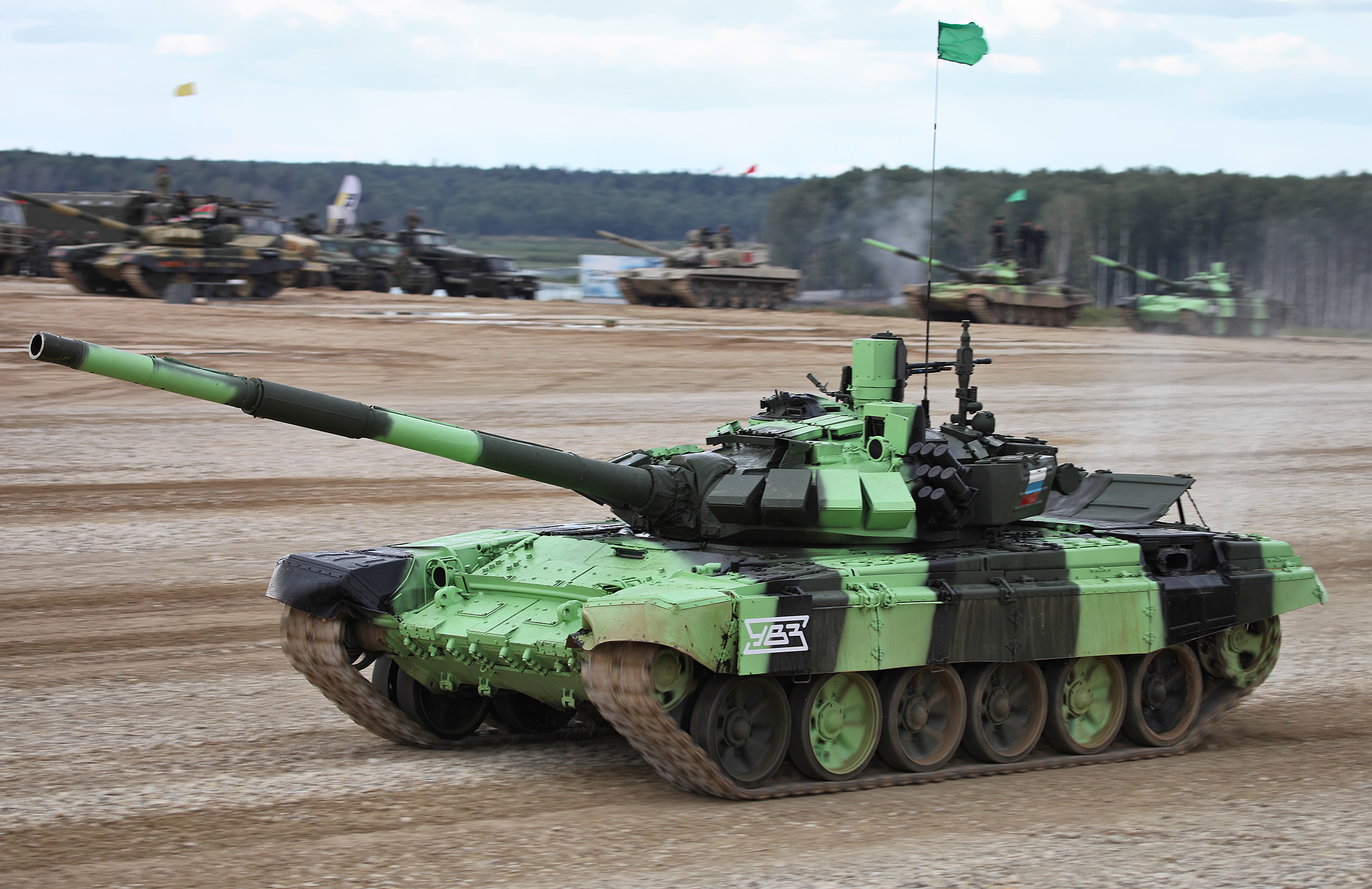
Т-72Б3 образца 2014 года[a]
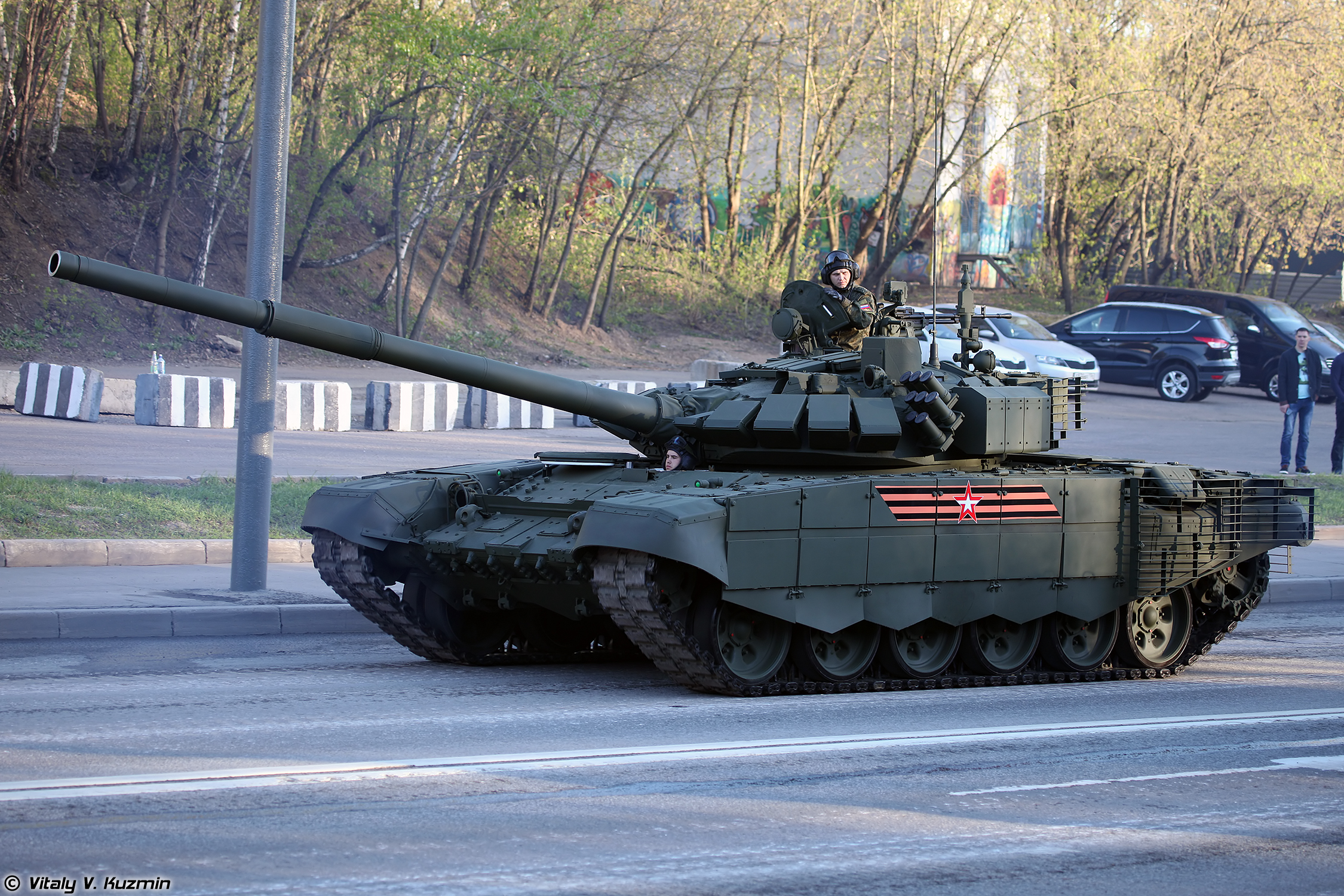
Т-72Б3 образца 2016 года

## Т-72Б3 в играх
- Танк Т-72Б3 обр. 2011 доступен в игре Squad за сухопутные силы Российской Федерации[50].
- Танки Т-72Б3 обр.2011 и 2016 доступны в игре War Thunder в ветке исследования СССР[51].
- Танки Т-72Б3 обр. 2011 и 2016 доступны в игре Arma 3 в сторонней модификации RHS

- Танк Т-72Б3 обр. 2011 доступен в игре Steel Beasts
- Танки Т-72Б3 обр. 2011 и 2016 доступны в игре Broken Arrow за  сухопутные силы Российской Федерации